# 東京都市計画道路幹線街路放射第35号線

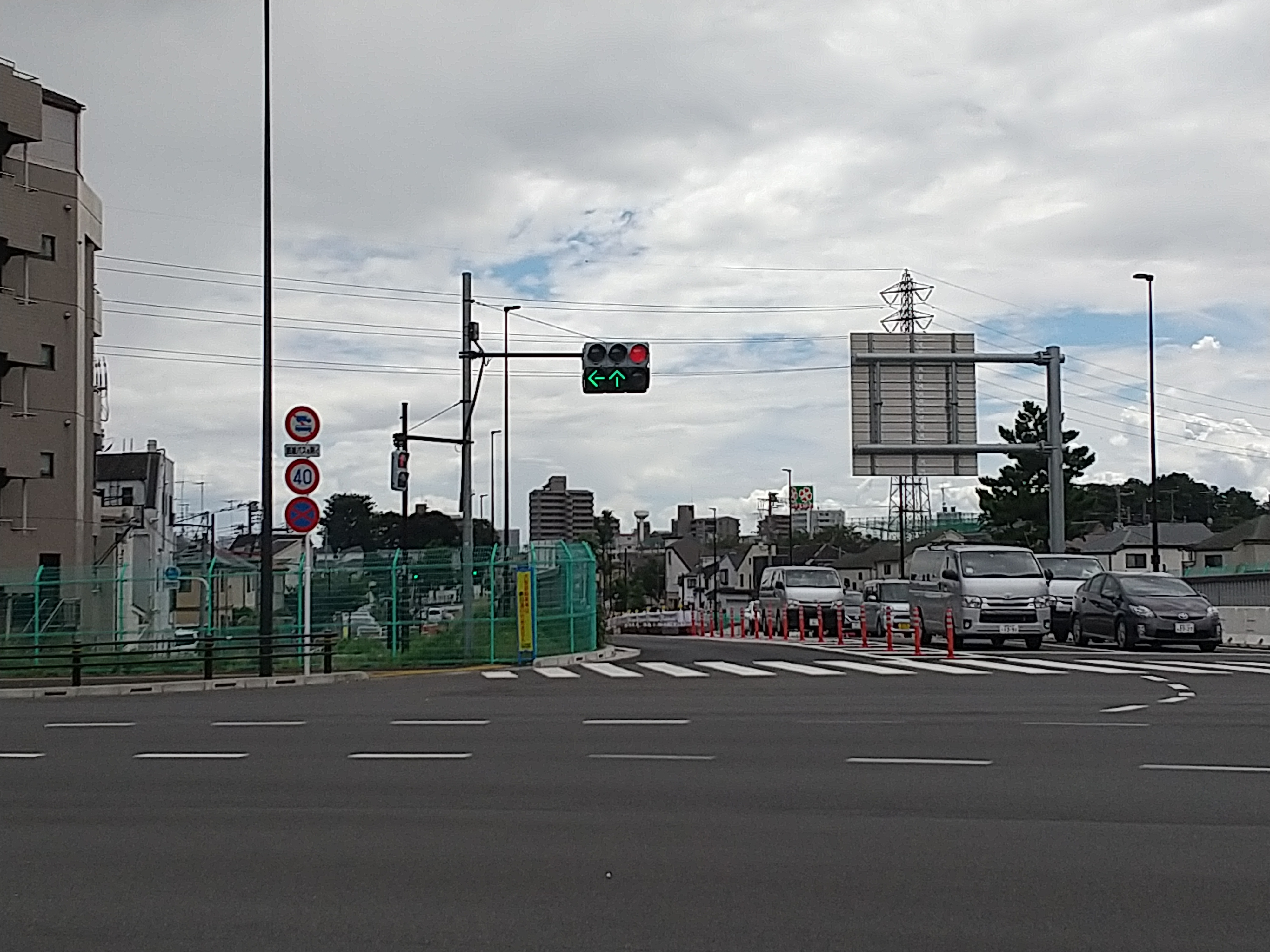
東京都練馬区北町付近にて

東京都市計画道路幹線街路放射第35号線（とうきょうとしけいかくどうろかんせんがいろほうしゃだい35ごうせん）は、東京都練馬区豊玉中二丁目から東京都板橋区新河岸三丁目に至る、東京都の都市計画道路である。

## 概要
東京都練馬区豊玉中の東京都道318号環状七号線から分岐して北上し、東京都道311号環状八号線・川越街道と交差、板橋区新河岸の埼玉県境まで伸びる路線である。
川越街道の交差地点（練馬区北町3）以北からは、1995年（平成7年）から新大宮バイパスの一部として供用されている。
練馬区北町から東京都道311号環状八号線の平和台駅前交差点を経て練馬区早宮の間は、現在事業中区間となっている。
詳しくは下記未開通区間についてを参照。
早宮から豊玉中までは、優先整備路線に指定されている。
なお練馬区早宮から南方面は、同じく優先整備路線となっている東京都市計画道路幹線街路放射第36号線と接続し、板橋区小茂根（東京都道318号環状七号線との交点）までの区間を一体として整備する計画である。
- 起点 東京都練馬区豊玉中二丁目（東京都道318号環状七号線との分岐地点）
- 終点 東京都板橋区新河岸三丁目（埼玉県との境）

## 事業中区間（練馬区北町 - 早宮）について
東京都練馬区北町五丁目（川越街道との交点）から早宮二丁目が整備中。
この区間が完成すると新大宮バイパスの起点、練馬区北町と、東京都道311号環状八号線の平和台駅前交差点を経て練馬区早宮を結ぶ、実質的な新大宮バイパスの延長路となり、
練馬区早宮からは、東京都道318号環状七号線の板橋区小茂根を結ぶ東京都市計画道路幹線街路放射第36号線と接続。その先では、現在の要町通りと接続し、新大宮バイパスが池袋周辺まで直接的に結ばれるための役割の一端を担う道路でもある。
- 延長 1,330 m
- 道路幅員 40 - 50m
- 車線数 4車線
- 設計速度 60 km/h

### 立体交差化

#### 平和台駅交差点付近（環八通りとの交差部）
東京都道311号環状八号線の下をくぐるアンダーパスの形状を予定しており、地上部の東京都道311号環状八号線と地下部の地下鉄有楽町線の間を走る半地下となる。平和台駅部分では、駅改札階部分と新設される平和台駅地下自転車駐車場に挟まれる形になる。2024年（令和6年）2月24日に平和台トンネル（197 m）を含む570 mが暫定開通。

#### 新大宮バイパス入口交差点付近（川越街道との交差部）
交差点から北側および南側140 mの区間は国土交通省が施工する計画である。計画では、平和台駅付近と同様にアンダーパスとなる予定であるが、東京都が整備する区間の進捗状況に合わせて段階的に整備を行う。放射35号線の北町 - 平和台整備時には国道254号と平面交差での暫定2車線整備、放射36号の整備時に4車線化並びに北町インターチェンジとして立体化する予定である。なお、現地案内看板によると、暫定整備事業の工事期間は2017年（平成29年）11月7日から2019年（平成31年）1月16日までとなっている。

### 開通後の効果
新大宮バイパスで都心に向かう車のほとんどが、練馬区北町で国道254号（川越街道）に流入し都心や東京都道311号環状八号線に向かうため、川越街道は深刻な渋滞となっている。この道路が開通することにより新大宮バイパスから直接、東京都道311号環状八号線へアクセスが可能になり、渋滞緩和に期待がよせられている。

### 進捗状況

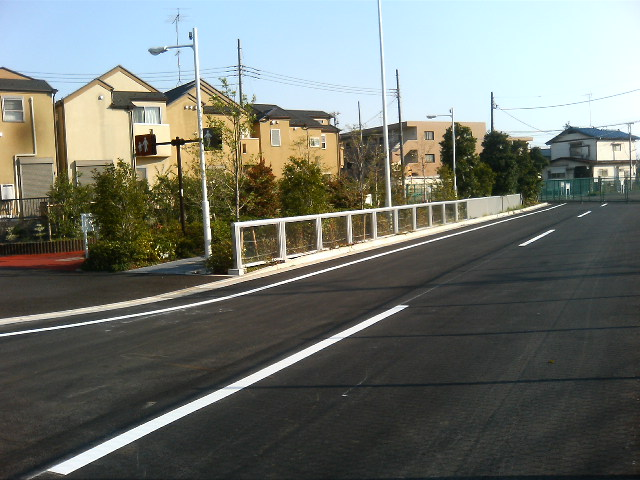
かつて存在したモデル車道・歩道・自転車道（練馬区北町7丁目14番地付近・現在解体済）2011年5月撮影

2004年（平成16年）12月28日事業着手の北町 - 早宮区間 1,330 mは用地取得の大半を終え、先行してモデル車道、歩道、自転車専用道路の一部が完成。
平和台駅前付近の取得した用地は道路建設までの間、財団法人東京都道路整備保全公社（東京パブリック）が管理する一時的な有料駐車場や駐輪場、東京都第四建設事務所の詰所や、資材置場として活用されていたが、工事の本格着手に伴い2012年（平成24年）末で駐輪場・駐車場の大半が閉鎖された。
2012年（平成24年）11月 平和台駅前地下駐輪場の工事が開始され、2012年（平成24年）度末より環状八号線交差部のアンダーパス工事にも着工している。
本来、2010年（平成22年）度供用開始予定であったが、用地取得他の問題などで遅れが出た影響で2011年（平成23年）には2015年（平成27年）度整備完了とされた。さらに川越街道との交差部の立体化を待たず、2020年（令和2年）3月30日に練馬区北町6丁目 - 北町5丁目間（1.1 km）が平面部2車線で交通開放された。
なお、工事により閉鎖されていた3区間の歩道については、2019年（令和元年）8月20日13時に開放が行われた。これにより、環八通りから川越街道までの全線で歩道（幅員約3 m）の利用が可能になる。

#### 早宮から東方向への延伸について
早宮から放射36号線の接続区間および早宮から東京都道318環状七号線までの接続区間も放射第36号線として事業中となっており、工事期間は2013年（平成25年）度-2017年（平成29年）度（予定）、供用開始は2018年（平成30年）度（予定）であったが2019年（令和元年）5月以降に延期されている。

### 主な交差する道路
- 東京都道311号環状八号線 - 練馬区平和台駅前交差点
- 国道254号（川越街道） - 練馬区北町三丁目交差点

### 重複する現道
- 東京都道441号池袋谷原線 - 練馬区早宮付近

### 開通後の接続する道路の位置関係
（都心方面）放射第36号線 ⇔ 放射第35号線 ⇔ 新大宮バイパス（埼玉県境）

### 沿線の主な施設
- 練馬消防署平和台出張所
- 仲町幼稚園跡地=ヨークマート練馬平和台店
- 平和台駅
- ライフ平和台店
- 都営練馬北町6丁目住宅
- 練馬区立北町西小学校
- どんぐり山の森緑地
- 田柄川緑道